# Lauterbach (Hessen)
Lauterbach település Németországban, Hessen tartományban. Lakosainak száma 13 883 fő (2023. december 31.).

## Népesség
A település népességének változása:
| Lakosok száma | 14 119 | 14 126 | 13 664 | 13 852 | 13 880 | 13 883 |
|               | 2015   | 2017   | 2019   | 2021   | 2022   | 2023   |